# Філ Селвей
Філіп Джеймс Селвей (англ. Philip James Selway; народ. 23 травня 1967, Абінгдон, Оксфордшир, Англія) — англійський музикант, барабанщик англійського рок-гурту Radiohead. Разом з іншими учасниками Radiohead він був включений до Зали слави рок-н-ролу у 2019 році.
Селвей випустив свій дебютний сольний альбом Familial у 2010 році, за яким послідували Weatherhouse у 2014 році та Strange Dance у 2023 році. Він також написав саундтрек до фільму Let Me Go 2017 року. У 2023 році він грав на барабанах з гуртом Lanterns on the Lake.

## Ранні роки
Селвей народився 23 травня 1967 року в Абінгдоні, Оксфордшир. Він почав вчитися грати на барабанах і гітарі у віці 15 років через «соціальний престиж і любов до музики». На нього найбільше вплинули Joy Division, The Clash і Velvet Underground.
Учасники Radiohead познайомилися під час навчання в Абінгдонській приватній школі для хлопчиків. Селвей разом з гітаристом Едом О'Браєном був на рік старший за співака Тома Йорка та басиста Коліна Ґрінвуда і на три роки старший за брата Коліна — мультиінструменталіста Джонні Ґрінвуда. 1985 року вони створили гурт On a Friday, назва якого вказує на їхній звичайний ден репетицій у шкільному музичному класі.
Після Абінгдона Селвей вивчав англійську мову та історію в Ліверпульському політехнічному інституті. Він також працював викладачем англійської мови як іноземної, копірайтером та барабанщиком у піт-бендах під час гастролей мюзиклів.

## Кар'єра

### Radiohead
У 1991 році On a Friday підписали контракт на запис з EMI і змінили назву на Radiohead. Вони здобули ранній успіх з синглом «Creep» 1992 року. Їхній третій альбом, OK Computer (1997), приніс їм міжнародну славу і часто визнається одним з найкращих альбомів усіх часів.
Починаючи з четвертого альбому Kid A (2000), Radiohead почали інтегрувати драм-машини та електронні перкусії у свою музику. Селвей сказав, що це «підштовхнуло мене до створення нової динаміки. Це ще один спосіб вирішення проблеми аранжування пісень… Електроніка відкрила мою гру на барабанах, а не закрила можливості того, що я можу робити. Тепер я можу виражати себе більш ефективно». 2008 року Gigwise назвав Селвея 26-м найвидатнішим барабанщиком усіх часів, високо оцінивши його «математичну точність».
З 2011 року Radiohead виступали з другим барабанщиком, Клайвом Дімером. Описуючи турне 2012 року на підтримку альбому The King of Limbs, Селвей сказав: «Один [з нас] грав у традиційній манері, інший майже імітував драм-машину. Це було схоже на штовханину, як у дитячих іграх, дуже цікаво».
До 2011 року Radiohead продали понад 30 мільйонів альбомів по всьому світу. У березні 2019 року вони були включені до Зали слави рок-н-ролу; Селвей і О'Браєн були присутні на церемонії включення і виступили з промовами. Філіп сказав: «Можливо, ми не найкращі музиканти в світі, і ми точно не найбільш дружні до ЗМІ гурти. Але ми стали дуже вправними у тому, щоб бути Radiohead. І коли це знаходить відгук у людей, це дивовижне відчуття».
Селвей долучився до ударних для треку «Impossible Knots» з третього сольного альбому Йорка Anima (2019). У 2019 році Філ дав свідчення під час розслідування обвалу сцени Radiohead у 2012 році, під час якого загинув його барабанний технік Скотт Джонсон.

### Сольна творчість
Селвей писав пісні ще підлітком, але зосередився на грі на барабанах після створення Radiohead. Пізніше він знову почав писати пісні і вирішив записуватися сольно, оскільки відчував, що його пісні мають виразний характер, який не підходить для Radiohead.
Дебютний сольний альбом Селвея, Familial, вийшов 30 серпня 2010 року. На ньому Селвей грає на акустичній гітарі та виконує вокал, також в записі участь прийняли учасники Wilco Гленн Котч і Пет Сенсон та артисти 7 Worlds Collide Ліза Джермано і Себастьян Штайнберг. Pitchfork описав його як збірку «приглушених» народних пісень у традиціях Ніка Дрейка. 4 лютого 2011 Селвей оголосив про сольне турне.
Другий сольний альбом Селвея, Weatherhouse, вийшов 6 жовтня 2014 року, включаючи в себе більш амбітні інструментальні та електронні елементи. 2017 року Селвей написав музику до художнього фільму Let Me Go режисерки Поллі Стіл. Його третій сольний альбом, Strange Dance, вийшов 24 лютого 2023 року. Він вирішив не грати на барабанах на цьому альбомі, вважаючи, що не має практики і «не в тому настрої», та залучив до запису італійську барабанщицю Валентину Магалетті.
Селвей записав кавер на пісню Ніка Дрейка «Fly» для альбому The Endless Coloured Ways — The Songs of Nick Drake, триб'ют-релізу за участю різних виконавців, випущеного 7 липня 2023. Селвей описав вплив Дрейка на написання своїх пісень, і сказав: «Якби мені довелося скоротити свою колекцію платівок до одного виконавця, то це був би Нік Дрейк … Нік Дрейк — це артист, який, я відчуваю, говорить зі мною і для мене». 8 грудня Селвей випустив концертний альбом Live at Evolution Studios, записаний зі струнним квартетом Elysian Collective і перкусіоністом Крісом Ваталаро в Evolution Studios, Оксфорд.

### Інші проєкти
Філіп є прихильником благодійної організації емоційної підтримки «Самаритяни» («Samaritans»), до якої він долучився ще під час навчання в університеті. Протягом багатьох років він був волонтером телефону довіри, в тому числі на піку успіху Radiohead, кажучи, що це «ймовірно, зберегло мій здоровий глузд у той період». Він також є амбасадором Тижня незалежних концертних майданчиків (Independent Venue Week), ініціативи, що сприяє розвитку невеликих музичних сцен.
У березні 2005 року Селвей виступив з гуртом Dive Dive. Разом з гітаристом Radiohead Джонні Ґрінвудом і вокалістом Pulp Джарвісом Кокером, Селвей з'явився у фільмі 2005 року Гаррі Поттер і келих вогню у складі гурту The Weird Sisters.
Селвей гастролював і записувався з Нілом Фінном в рамках проекту 7 Worlds Collide. Він також грав на барабанах на їхньому концертному альбомі 2001 року, а також на ударних, гітарі та виконав вокальні партії на їхньому студійному альбомі The Sun Came Out 2009 року, де він також написав два треки.
Селвей брав участь у записі пісень «Rest on the Rock» та «Out of Light» на альбомі Before the Ruin Родді Вумбла, Кріса Древера та Джона МакКаскера. Він грав на барабанах та перкусії на п'ятому альбомі гурту Lanterns on the Lake, Versions of Us (2023).

## Особисте життя
У Селвея та його дружини Кейт троє синів і дочка. Мати Селвея, Тея, померла у травні 2006 року; Radiohead скасували концерт в Амстердамі, щоб Філ міг виконати свої сімейні обов'язки. Вони повернулися до Амстердама в серпні, щоб відіграти пропущене шоу. Альбом Radiohead 2007 року In Rainbows був присвячений Теї Селвей Станом на 2023 рік Філ Селвей нещодавно переїхав до Лондона.

## Сольна дискографія
Студійні альбоми
- Familial (2010)
- Running Blind EP (2011)
- Weatherhouse (2014)
- Strange Dance (2023)

Live-альбоми
- Live at Evolution Studios (2023)

Саундтреки
- Let Me Go  (2017)

Мініальбоми
- Running Blind (2011)